# Ptychochrominae
Ptychochrominae è una sottofamiglia di pesci d'acqua dolce appartenente alla grande famiglia Cichlidae.

## Distribuzione e habitat
Queste specie sono diffuse in Sudamerica, nel bacino dei fiumi Rio delle Amazzoni, Oyapock, Araguari, Xingu, Tapajós e Tocantins, in Brasile e Guyana francese.

## Generi
La sottofamiglia comprende 16 specie, riunite in 5 generi:
- Katria
- Oxylapia
- Paratilapia
- Ptychochromis
- Ptychochromoides

## Fonti
- Elenco specie di Ptychochrominae su FishBase Controllato il 04/02/2013